# マラバー (戦列艦)
|          | |
| 艦歴     | |
| 発注:    | 1815年3月7日 |
| 建造:    | ボンベイ工廠 |
| 進水:    | 1818年12月28日 |
| その後:  | 1905年売却 |
| 性能諸元 | |
| クラス:  | レパルス級戦列艦 |
| 全長:    | 砲列甲板：174ft（53m） 竜骨：143ft 2in（43.2m）                                                                              |
| 全幅:    | 47ft 4in（14.4m） |
| 喫水:    | 20ft（6.1m） |
| 機関:    | 帆走（3本マストシップ） |
| 兵装:    | 74門： 上砲列：18ポンド（8kg）砲28門 下砲列：32ポンド（15kg）砲28門 後甲板：9ポンド（4kg）砲14門 艦首楼：9ポンド（4kg）砲4門 |

マラバー（HMS Malabar）はウィリアム・ルール設計のレパルス級74門3等戦列艦。1818年12月28日にボンベイ工廠で進水した。